# Шремски окръг
Шремски окръг (на полски: Powiat śremski) е окръг в Централна Полша, Великополско войводство. Заема площ от 574,10 км2. Административен център е град Шрем.

## География
Окръгът се намира в историческия регион Великополша. Разположен е в централната част на войводството.

## Население
Населението на окръга възлиза на 60 522 души (2012 г.). Гъстотата е 105 души/км2.

## Административно деление
Административно окръгът е разделен на 4 общини.
Градско-селски общини:
- Община Долск
- Община Кшьонж Великополски
- Община Шрем

Селска община:
- Община Бродница

## Галерия
- Долск
- Кшьонж Великополски
- Шрем